# 石弘
石 弘（せき こう）は、五胡十六国時代の後趙の第2代皇帝。字は大雅。父は石勒。母は程夫人。石勒の死後に帝位に即いたが、その実態は石虎の傀儡に過ぎず、翌年には殺害された。

## 生涯

### 父の時代
313年、石勒の次男として生まれた。幼い頃から孝行であり、恭謙である事を自らの信条としていたとされ、早くから杜嘏より経を、続咸より律を学んでいた。また今の世は乱世であり、文業ばかりを学ばせるべきではないという父の石勒の意向により、後に劉徴・任播より兵書を、王陽より撃刺（剣術）を学ぶようになった。
当時石勒の世子には長男の石興が立てられていたが、彼は322年2月に早世してしまった。そのため、石弘は兄に代わって世子に立てられ、中領軍の統率を命じられた。やがて衛将軍に任じられ、開府辟召（自らの幕府を開く事）を認められた。
326年10月、石勒は鄴の宮殿を建て直すと、石弘に鄴の統治を任せようと考えた。だが、当時鄴は中山王石虎（石勒の従子）が守っており、彼は自らの勲功が重い事から鄴を譲る考えは全く無かった。その為、石勒は程遐（石弘の母の兄）と密かにこの件について相談し、宮殿の修築が終わると共に、石虎の一家を鄴から強制的に移住させた。石弘は鄴の鎮守を命じられ、禁兵1万人を配され、車騎が統べていた54の陣営全てを任せられた。また、驍騎将軍・領門臣祭酒王陽が六夷（非漢民族）を統率して石弘の補佐に当たった。
330年2月、石勒が趙天王を称すと、石弘は天王太子に立てられた。9月、石勒が帝位に即くと、石弘は皇太子に立てられた。石弘は謙虚さをもって人々を愛し、また詩文を好み文学の才を有していた。彼が親しくする者は、儒家としての資質を持っている者達ばかりであったという。
同月、石勒は側近の徐光に対し「大雅（石弘）は穏やかな性格で、将家の子でないかのようだ」と言うと、徐光は「漢祖（劉邦）は馬上で天下を取りましたが、孝文（劉恒）は静かにそれを守りました。聖人の後、必ずや世に粗暴な者は不要となります。これこそ天の道なのです」と答え、石勒は大いに喜んだ。徐光は続けて「皇太子は仁孝温恭ですが中山王（石虎）は雄暴多詐であり、もし一旦陛下に不慮のことがあれば、社稷の危機を招くのではないかと憂慮しております。中山の威権を少しずつ奪い、太子を早く朝政に参画させられますように」と進言すると、石勒は内心同意したが従わなかった。
これ以降も徐光・程遐は石勒へ、強大な権力を有する石虎を除き、石弘の地位を安定させるように幾度も進言したが、結局石勒は聞き入れなかった。
332年、石勒は石弘に尚書省の奏事の決済を命じると、中常侍厳震にはこれを監督させ、その可否を確認させた。これにより、厳震は実質的に征伐・刑断の大事を預かるようになり、その威権は大いに高まって宰相をも凌ぐ程となった。その一方、石虎は一時の権勢を失ったので、さらにその不満を募らせたという。また、これは本来石弘の威権を高めて後継者としての立場を強化させるためのものであったが、現実には補佐役であるべき厳震が仕切ってしまったために、石弘には全く役には立たなかったと言える。
333年5月、石勒は病に倒れると、石虎・石弘・厳震を呼び出して禁中に控えさせた。だが、石虎は石勒の命と偽って石弘・厳震を始め内外の群臣や親戚を退けたので、誰も石勒の病状を把握出来なくなった。石勒の病状がいよいよ悪くなると「大雅（石弘の字）はまだ幼いので、恐らく朕の志を継ぐにはまだ早いであろう。中山王（石虎）以下、各々の群臣は、朕の命に違う事の無きよう努めよ。大雅は斌（石斌）と共に協力し、司馬氏の内訌を汝らの戒めとし、穏やかに慎み深く振舞うのだ。中山王は深く周霍（周公旦と霍光）を三思せよ。これに乗じる事の無い様に」と遺命を告げた。
皇太子である石弘を排して石虎を擁立しようとする動きは以前からあったが、石勒が重篤になると対立が一気に表面化した。石弘派は石勒の実子及び養子（石虎の実子である石斌除く）、官僚の徐光や外戚の程遐などであり、没年不詳ながら石勒十八騎の王陽も健在であれば同派であった可能性が高いとされる。これに対して、石虎派は石斌を含めた自分の子供達と石勒十八騎の夔安と郭敖、官僚の郭殷などがいた。

### 石虎の傀儡
7月、石勒が崩御すると、石虎はすぐさま石弘の身柄を抑え、朝廷に臨んだ。また、程遐・徐光を捕らえるよう命じ、廷尉に下した。さらに、子の石邃を呼び寄せ、兵を与えて宿衛に侵入させると、文武百官はみなこれに服従した。石弘は大いに恐れ、石虎へ位を譲ろうとしたが、石虎は「君（君主）が薨じたならば、世子が立つものです。これは礼の常であり、臣はどうしてこれを乱せましょうか！」と応じなかった。だが、石弘は涙を流して頑なに位を譲ろうとしたので、石虎は怒って「もしその任に堪えられなかったならば、自ずと天下で大議が起こりましょう。どうして今その論を預かるに足りましょうか！」と言い放ち、ついに石弘は強制的に皇帝に即位させられた。延熙と改元し、嫡母の劉皇后は皇太后に立てられ、文武百官は位を一等進められ、程遐・徐光は誅殺された。石勒の遺体は山谷に密かに埋葬され、その場所を知る者はいなかった。後日、儀仗や衛士を備えた上で、改めて高平陵において虚葬を行い、明帝と諡し、廟号を高祖とした。
8月、石弘は石虎からの圧力を受けて、石虎を丞相・大単于に任じて九錫を下賜し、魏郡を始めとした13郡を封国として魏王に封じ、石虎の子達にもそれぞれ王号を与えた。石虎は形式的にこれを固く辞退したが、しばらくしてからその命を受けた。石勒の時代からの文武の旧臣は、みな左右丞相府の閑職に追いやられ、代わって石虎の府に仕えていた側近が、朝廷の重職を独占した。これに対し皇太后の劉氏は石虎の専横に怒り、石勒の養子であった彭城王石堪と共に密かに石虎の討伐を計画した。しかしこの計画は失敗し、劉皇太后は石堪ともども処刑された。10月には関中を統治する石生、洛陽を統治する石朗らが各々石虎討伐の兵を挙げたが、いずれも石虎の兵力の前に鎮圧された。また石弘の弟であった秦王石宏も、石虎への中傷を口にしたとして幽閉された。

### 最期
10月、石弘は自ら璽綬（天子の印と組紐）を携えて魏宮を詣でると、石虎への禅譲の意思を伝えた。しかし石虎は「帝王の大業というものは、天下が自ずと議をなすものです。どうしてこれを自ら論じましょうか」と拒絶した。そのため、石弘は涙を流して宮殿に戻ると、母の程皇太后に対し「先帝の後裔は真に無くなりましょう！」と語った。
その後尚書は「魏台（石虎）が唐・虞（堯・舜）の禅譲の故事に依る事を求めます」と奏じたが、石虎は「弘（石弘）は暗愚である。喪中にありながらこのような礼節を欠いた振る舞いを行う者など、万国の君となるべき存在ではない。これは廃するべきであり、どうして禅譲など受けられようか！」と拒絶した。
11月、石虎は丞相郭殷に節を持たせて入宮させると、石弘を廃して海陽王に封じた。石弘はゆっくりと歩きながら車に乗り込み、顔つきは自若としていたという。そして群臣へ向けて「我は庸昧（愚鈍）であったため、大業を継承するには堪えられなかった。群臣を顧りみれば、慚愧するばかりである。これもまた天命が去ったと言う事であろう。これ以上何を言おうか」と言い残した。群臣はみな涙を堪えられず、宮人は慟哭した。石弘は母の程皇太后、弟の秦王石宏・南陽王石恢と共に幽閉され、やがて殺害された。

## 宗室

### 父
- 石勒

### 母
- 程氏

### 兄
- 石興（最初の世子、早世）

### 弟
- 石宏（秦王）
- 石恢（南陽王）
- 石斌（石虎の子、石勒の養子となる、太原王）
- 石堪（旧姓は田、石勒の養子となる、彭城王）
- 石生（石勒の養子となる、河東王）